# Mason M. Patrick
Mason M. Patrick, ameriški general, inženir in pedagog, * 13. december 1863, Lewisburg, Zahodna Virginija, † 29. januar 1942, Washington, D.C..